# Dasycottus japonicus
Dasycottus japonicus är en fiskart som beskrevs av Tanaka, 1914. Dasycottus japonicus ingår i släktet Dasycottus och familjen paddulkar. Inga underarter finns listade i Catalogue of Life.